# Скориков, Даниил Владимирович
Даниил Владимирович Скориков (род. 1 апреля 1999, Саратов) — российский хоккеист, нападающий клуба «Юнисон-Москва».

## Карьера
Карьеру начал в молодежной команде уфимского «Салавата Юлаева» «Толпар». В первом сезоне провел 44 игры и набрал 25 (15+10) очков. В сезоне 2017-18 играл уже за три команды: «Толпар», нефтекамский «Торос» из ВХЛ и за «Салават Юлаев».